# Vitis davidii
Vigne de David
Espèce
Classification APG III (2009)
Vitis davidii, la vigne de David est une espèce de plante sarmenteuse de la famille des Vitacées, originaire de Chine. Cette vigne découverte par le père David en 1872 a la particularité d'avoir des sarments épineux. Bien que le raisin soit comestible, elle est rarement cultivée.

## Étymologie et histoire de la nomenclature
Le nom de genre Vitis, créé par Linné en 1753, est un mot latin signifiant « vigne ».
L’épithète spécifique davidii est dédiée au missionnaire botaniste Armand David. 
Lors de son troisième voyage d’exploration naturaliste dans les monts Qinling en 1872-1875, le père David a principalement collecté des animaux : « une trentaine d’espèces de mammifères encore inconnues aux naturalistes, plus de quarante espèces nouvelles d’oiseaux, outre un bon nombre de nouveautés dans les reptiles, les poissons, les amphibiens, les mollusques, les insectes et les végétaux ». Le 19 décembre 1872, à la recherche d’oiseaux intéressants près d’Inkiapo (Yinjiapo 殷家坡), il note en passant « dans le même sombre vallon, garni de grosses pierres toutes couvertes de lianes impénétrables d’une vigne sauvage un peu épineuse, où j’ai pris le Chao-ho-lo… ». Le 27 décembre, il indique « Précédemment, les chrétiens de cette montagne m’ont aussi offert deux bouteilles d’un vin rouge qu’ils ont fait eux-mêmes, avec un raisin sauvage qui croît au pays. Ce vin est doux et acide en même temps, et possède un goût particulier de framboise, mais il est très faible. Comme je l’ai noté déjà, la tige et les branches de cette vigne sont épineuses, et je n’ai pas vu ailleurs cette espèce qui, ici, couvre tous les rochers » (Journal de voyage, p. 209). 
Quelques années plus tard, le voyageur et homme d’affaires Frédéric Romanet du Caillaud (1847-1919) transmettait à l’Académie des sciences, des graines de deux espèces de vignes chinoises, découvertes, en 1872, par le P. Armand David, dans la province du Chen-Si.
 « D’accord avec M. Armand David, dit l’auteur j’ai nommé l’une Spinovitis Davidi R. et l’autre Vitis Romaneti R. Ces deux vignes croissent dans des terrains granitiques. À la différence de ce qui a eu lieu au Tche-Ly, pour la Vitis Amurensis, elles ne sont de la part des Chinois, l’objet d’aucune culture […] La Spinovitis Davidi  est une vigne épineuse. Elle se trouve dans la vallée de Lao-Yu, par environ 34° de latitude Nord et 106° de longitude Est. La vallée est ouverte du côté du Nord ». 
Carrière observe à propos des épines, « bien que résistantes, dures et ligneuses, et malgré le fort empâtement qui existe à leur base, elles persistent rarement plus de deux ou trois ans, ce qui fait que les vieux pieds en sont ordinairement dépourvus ». L’œnologue de l’école d’agriculture de Montpellier, Gustave Foëx, qui testait la résistance des espèces exotiques de Vitis au phylloxéra, en donne une description dans le Cours complet de viticulture sous le titre Vitis Davidi ou Spinovitis Davidi (Romanet du Caillaud).

## Synonymes
Selon The Plant List, les synonymes sont :
- Spinovitis davidii, Romanet du Caillaud, 1883
- Vitis armata, Friedrich Diels et Gilg, 1900
- Vitis prunisapida, H. Léveillé et Vaniot, 1905

## Description

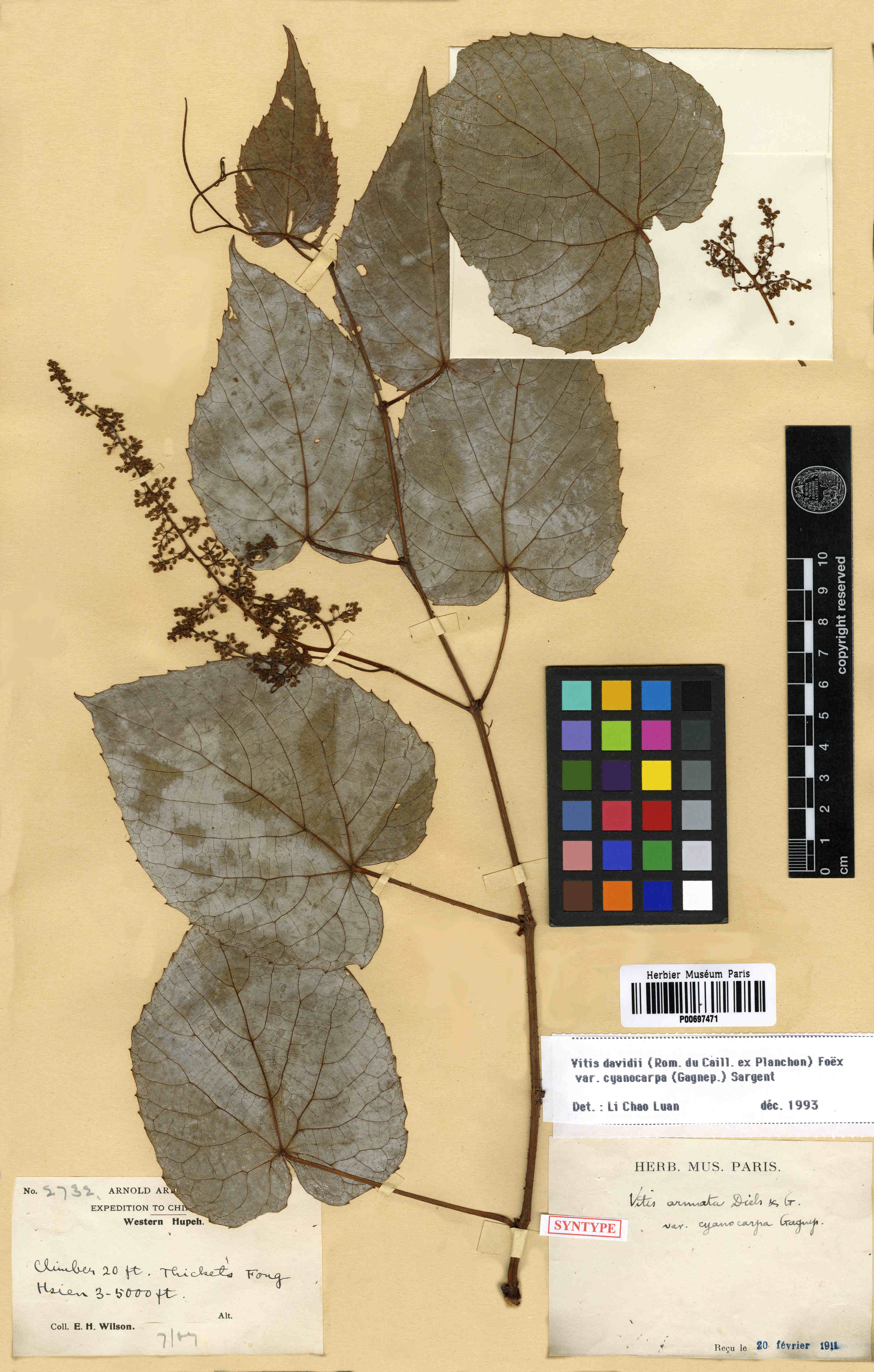
Vitis davidii var cyanocarpa, Syntype, Récolté par E.H. Wilson dans le Hubei

La vigne de David est une plante sarmenteuse polygamo-dioïque, portant des rameaux armés d’épines ou de tubercules, avec des vrilles opposées aux feuilles, qui bifurquent.
La feuille simple possède un limbe ovale ou ovale-elliptique, non divisé ou faiblement 3-lobé, de 5-12 × 4-16 cm, à 5 nervures basales, à base profondément cordée, à marge à dents acérées, et à apex aigu ou mucroné.
L’inflorescence est une panicule opposée à une feuille, de 7–24 cm. La fleur 5-mère possède un calice en forme de soucoupe, et 5 pétales réunis à l’apex et se détachant comme un chapeau à l’anthèse, des étamines à anthères jaunes.
Le fruit est une baie globuleuse, de 1,2–2,5 cm de diamètre.
La floraison se déroule en avril-juin, la fructification en juillet-septembre. 

## Distribution et habitat
Vitis davidii  est une espèce indigène de Chine que l’on trouve dans les provinces de l’Anhui, Fujian, Gansu, Guangdong, Guangxi, Guizhou, Hubei, Hunan, Jiangsu, Jiangxi, Shaanxi, Sichuan, Yunnan, Zhejiang.
Elle croît dans les forêts, les broussailles, entre 500 et 2 300 m.

## Variétés
Trois variétés sont décrites par eFloras :
- Vitis davidii var ferruginea, revers des feuilles pubescent ferrugineux
- Vitis davidii var davidii, baie violette à maturité
- Vitis davidii var cyanocarpa, baie bleu noire à maturité